# Carabineiros do Chile
Carabineiros do Chile (em castelhano:  Carabineros de Chile) é a instituição de polícia ostensiva (uniformizada) do Chile. É responsável, ainda, por atuar na área de defesa civil naquele país.
Foi criada em 27 de abril de 1927, e seu nome deriva dos corpos de cavalaria que portavam uma arma denominada carabina. Atualmente é a instituição encarregada de garantir a soberania, a ordem pública e o respeito às leis. Seu atual general-diretor é José Bernales Ramírez e o lema da instituição é "Ordem e Pátria" (Orden y Patria).
Depende do Ministério da Defesa Nacional, vinculando-se administrativamente por meio da Subsecretaria de Carabineiros e coordena-se para o controle da ordem pública com Ministério do Interior através de seus dirigentes regionais (Intendentes e Governadores).
A corporação possui uma divisão de polícia judiciária chamada "Policia de Investigaciones".

## História
Suas origens remontam aos vigilantes noturnos conhecidos como "Dragones de la Reina" (Dragões da Rainha) cuja criação se deu em 1758, e foram denominados Dragões do Chile em 1812, bem como a outras instituições polícia e vigia locais.
Ao longo do tempo, cidades como Santiago e Valparaíso criaram suas próprias forças policiais, e em 1881 o governo nacional criou a "Policía Rural", voltada para o policiamento das áreas rurais do país. Entretanto, essas forças policiais dependiam das autoridades locais, que acabavam por influenciar negativamente em seus trabalhos, tirando a autonomia necessária para seu trabalho. Em 1896, ainda foi criada a "Policía Fiscal" para atuar em diversas cidades do país.
Em 1903, forma-se a primeira instituição com o nome de carabineiros - o Cuerpo de Carabineiros-, na região de Araucanía (cuja área, na época, era muito maior que atualmente) e no ano de 1908 funda-se a "Escuela de Carabineros", destinada a formação dos policiais que nela trabalhariam.
Em 1927, o presidente Carlos Ibáñez del Campo uniu a Polícia Fiscal, a Polícia Rural e o Corpo de Carabineiros formando os Carabineiros do Chile, agora sob direção nacional. Ibañez tornou-se, também, seu primeiro diretor geral.

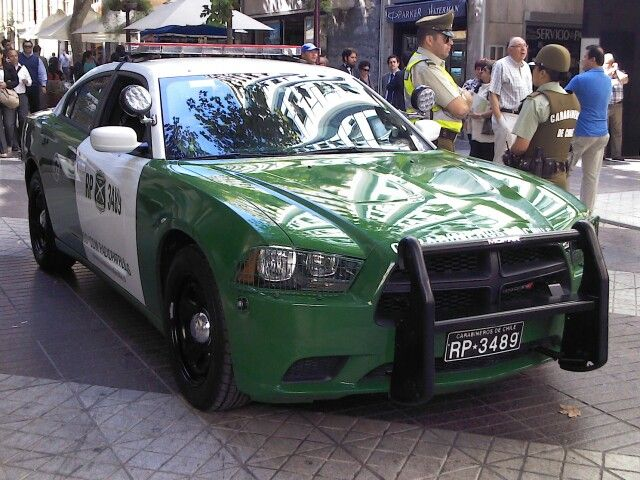
Dodge Charger Carabineiros

Sob a liderança do General Cesar Mendoza Duran, os Carabineiros participaram do golpe estado de 1973, que derrubou o presidente Salvador Allende. Mendoza veio se tornar, posteriormente, diretor geral da corporação. Seus líderes foram membros da Junta de Governo Militar, ao longo de todo o governo, que durou entre 1973 e 1990, normalmente encarregado da administração do Ministério da Educação.

## Emergência
O código de emergência de telefone Carabineiros é o 133 a partir, telefones públicos e telefones móveis rurais fixos, que vai ligar as Comunicações Central (CENCO), delegacia de polícia, detenção ou posto policial mais próximo da sua localização, independente se por telefonia fixa ou móvel. Outros números:

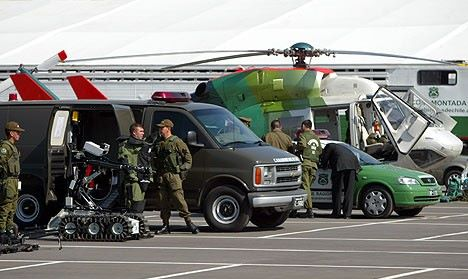
Veículos do Grupo de Operações Policiais Especiais

- 132: Bombeiros, número direto para o quartel mais próximo. Em alguns casos, este número irá se conectar com um curador, isso ocorre com mais frequência em cidades de menor porte ou cidades.

- 131: Este número é usado para se comunicar com o serviço de ambulância mais próxima.

- 134: Número de Polícia de Investigações do Chile.

- 137: Unidade de Resgate do Naval Marítimo. (NAVY)